# Áo ngũ thân
Áo ngũ thân lập lĩnh là một loại trang phục truyền thống của người Việt Nam, Có 2 quan điểm ra đời
Quan điểm thứ nhất: "Từ năm 1627-1634, Đào Duy Từ đã khuyên chúa Nguyễn Phúc Nguyên đổi tập tục cho khác hẳn dân Bắc, như bỏ nón thượng đội nón chóp, bỏ quần đen mặc quần nâu, đàn bà bỏ áo tứ thân mà mặc áo ngũ thân gài khuy, bỏ tóc bao mà búi tó, bỏ vi quần(váy xống) để mặc xiêm quần(váy quây) có lót khố.
Quan điểm thứ hai: "Năm 1744, Áo ngũ thân được chúa Nguyễn Phúc Khoát tạo ra trong cuộc cải cách trang phục Đàng Trong có tham khảo sách Tam tài đồ hội,..." Áo cho nam có cổ cao, thẳng và vuông tượng trưng cho sự chính trực của người quân tử. Áo cho nữ có cổ thấp,vạt áo dài qua gối(dài hơn áo cho nam).Áo có 5 nút làm bằng kim loại, ngọc, gỗ,vải,ngà voi... Tà áo không bó sát người mà rộng, càng xuống càng xòe ra, chân/đuôi tà (cuối tà) cong (đường cong hướng lên trên nhưng miệng cười)..
*Chú ý:Trước thế kỉ 20 Từ quần裙 được hiểu là váy,khố袴 được hiểu là hạ y 2 ống dài 
Chúa Nguyễn muốn dân Việt mặc phong cách là khố袴 lót trong,xiêm quần襜裙(váy quây)lót ngoài.Phong cách hạ y lót trong đại để giống Joseon,Đại Minh khác phong cách bắc bộ(trào Lê) nữ thì mặc vi quần圍裙(váy xống)mà không có khố lót,nam thì mặc đậu khố豆袴
Đầu thế kỉ 20,sự giản tiện của lễ tiết,phục sức,từ vị.Quý tộc đến thường dân đều giản tiện lễ tiết,phục sức(không còn xiêm quần,trang sức búi tóc đa dạng như thế kỉ 19 về trước).Gọi chung cho hạ y là quần.Gồm có quần không đáy(váy bắc bộ)và quần đáy(quần đáy nem,quần lá tọa,quần chit ba).Sự thoái trào dẫn đến không còn ai biết đến sự tồn tại của xiêm quần襜裙
Đầu thế kỉ 20 có cách gọi áo 4 thân,5 thân vì trào lưu tân thời dẫn tới mất dần các kiểu phục sức khác nên chỉ còn 2 kiểu trang phục phổ biến nhất thời Nguyễn mạt.Trước đó dùng cách gọi khác chuyên biệt.